# أنا ماريا لويزا دي ميديشي

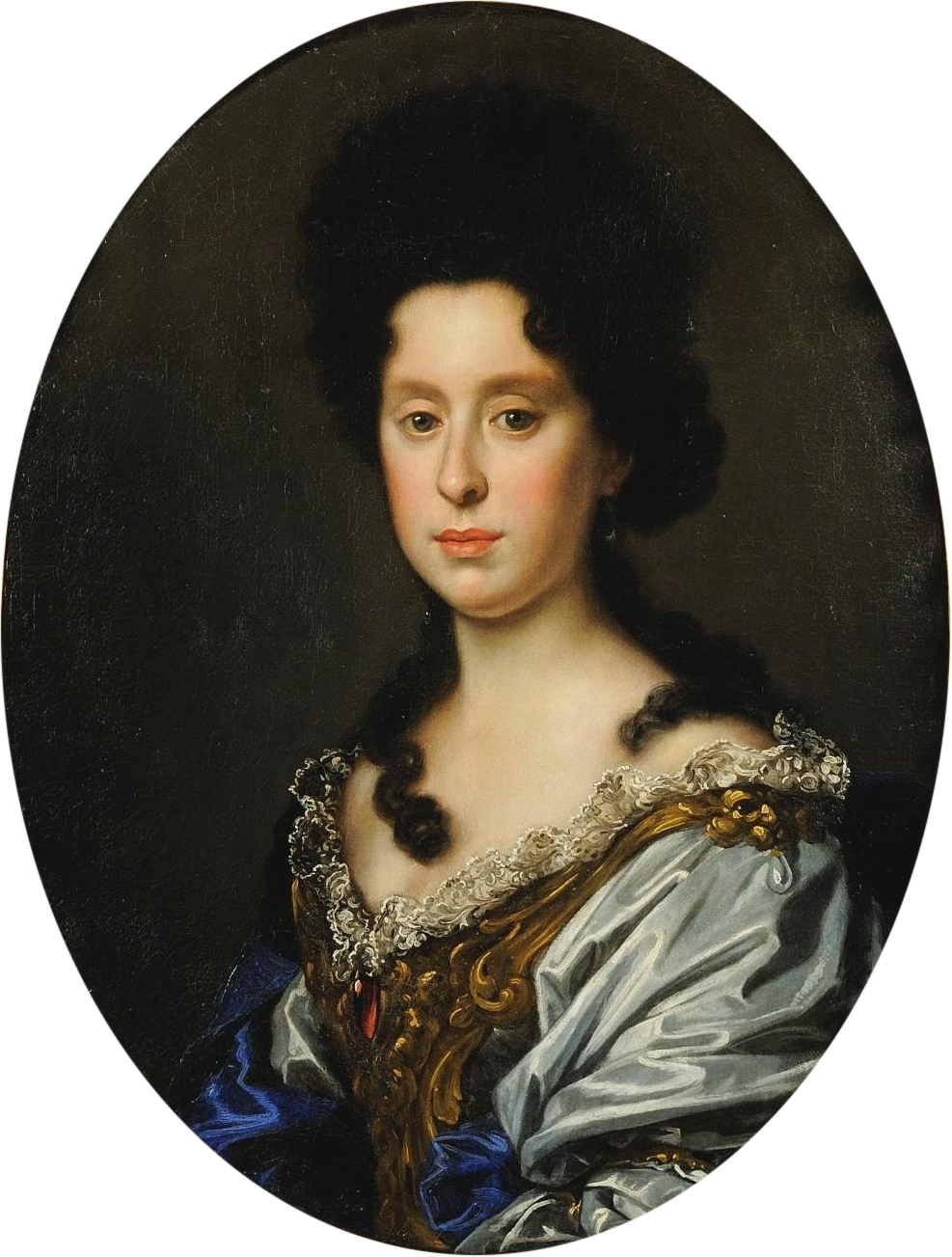
آنا ماريا لويزا دي ميديشي 1690-1691

آنـّا ماريا لويزا (أو لودوفيكا) دي ميديشي أميرة بالاتينات الناخبة (فلورنسا، 11 أغسطس 1667 - فلورنسا، 18 فبراير 1743)، هي آخر من تبقى من عائلة ميديشي الفلورنسية. راعية الفنون، تركت خلفها أضخم مجموعة فنية لعائلة ميديشي بما في ذلك مقتنيات معرض أوفيزي وقصر بيتي وقصور عائلة ميديشي في توسكانا ـ تلك الأشياء التي ورثتها عقب وفاة أخيها جان غاستوني دي ميديشي عام 1737ـ بالإضافة إلي ثروتها البالاتينية إلي مملكة توسكانا شرط أن لا ينتقل أية جزء من تلك المذخورات من العاصمة الدوقية الكبرى. وأن يتولي الخلافة الدوق الأكبر لتوسكانا.

كانت آنا ماريا لويزا الابنة الوحيدة لكوزيمو الثالث دي ميديشي ـ الدوق الأكبر لتوسكانا ـ والأميرة مارغريت لويز أورليان ـ ابنة أخ لويز الثالث عشر ملك فرنسا. وبزواجها من يوهان فيلهلم الأول (أمير بالاتينت الناخب) أصبحت آنا ماريا لويزا أميرة بالاتينت الناخبة. وبرعايتها للموسيقيين فقد ذاع صيت الموسيقى وأصبحت دوسلدورف مركزا هاما للموسيقى.ولم يسفر شمل الزوجين عن أية ذرية وذلك بسبب إصابة يوهان فيلهلم بمرض الزهري، وبذلك لحقت ماريا بزوجات أشقائها اللاتي انقطع أملهن أن يرزقن الذرية مما يعني أن فناء عائلة ميديشي بات أمرا محتوما.

وفي عام 1713 كان كوزيمو الثالث قد عدّل قوانين الخلافة لمملكة توسكانا حتي تسمح لابنته آنا ماريا لويزا بتبؤ الحكم، وكان كوزيمو قد قضى سنواتة الأخيرة محاولاً التماس أصوات السلطات الأوربية لإقرار ذلك، وبالرغم من كل هذه الجهود وكجزء من التخطيط الإقليمي فقد تم تنصيب فرنسيس ستيفن وقد اعتلي عرش توسكانا بدلا منها، وعادت آنا ماريا لويزا إلى فلورنسا بعد وفاة زوجها يوهان فيلهلم حيث حظيت بمرتبة السيدة الأولى إلى أن اعتلى شقيقها جان غاستوني العرش، وبعد وفاة شقيقها جان غستوني عام 1737عرض مبعوث فرنسيس ستيفن علي آنا ماريا لويزا الوصاية الإسمية علي مملكة توسكانا إلا أنها رفضت ذلك العرض، وجاءت وفاة آنا ماريا لويزا عام 1743 لتضع النهاية لعائلة ميديشي الملكية، وكانت قد دفنت في كنيسة القديس لورينزو في فلورنسا

## السيرة الذاتية

### السنوات الأولى
علي الرغم من كل الجهود التي بذلتها والدتها للإجهاض عن طريق ركوب الخيل، كانت آنا ماريا لويزا دي ميديشي الابنة الوحيدة والطفلة الثانية لكوزيمو الثالث دي ميديشي ـ الدوق الأكبر لتوسكاناـ ورفيقة دربة مارغريت لويز أورليان، وُلدت آنا ماريا لويزا دي ميديشي في فلورنسا في 11 أغسطس 1667 وسُميت على اسم خالتها آن لويز أورليان ـ دوقة مونتبينسير ـ، كانت علاقة أبويها عنيفة للغاية، فكانت مارغريت لويز لا تجد أي فرصة للتقليل من شأن كوزيمو إلا واغتنمتها، فقد وصفتة أحد المرات «بالعريس البائس» وكان ذلك في حضور السفير البابوي، واستمر العداء بينهما حتى 26 ديسمبر 1674، وبعد فشل كل المحاولات للتوفيق بينهم، أصّر كوزيمو على رحيل زوجته إلى دير مونتمارتر في فرنسا، وكان قد أُبرم عقد في ذلك الحين ينص على إلغاء الامتيازات الممنوحة لها كحفيدة فرنسا، كما نص على أن جميع ممتلكاتها ستكون حقا شرعيا لأبنائها بعد وفاتها، ومنحها كوزيمو معاشا تقاعديا بقيمة 80000 جنية كتعويض لها، وتركت توسكانا في يونيو عام 1675، ومنذ ذلك الحين لم تر آنا ماريا لويزا والدتها مرة ثانية، وبالرغم من أن كوزيمو كان مولعاً بابنتة إلا أنها تربت على يد جدتها فيتوريا ديلا روفيري.

### أميرة بالاتينات الناخبة
في عام 1669 كان من المفترص أن تكون آنا ماريا لويزا هي الزوجة المحتملة لولي العهد لويس الرابع عشر ملك فرنسا، إلا أن كوزيمو الثالث لم يُفضِّل هذا الزواج الفرنسي، ولم يهتم لكونها قد رُفِضت من قبل، فبدلا من ذلك قد عرض عليها اختيارة الأول وهو بيدرو الثاني ملك البرتغال، إلا أن وزراء بيدرو كانوا متخوفين من أن تسيطر الأميرة آنا ماريا لويزا علية، كما كانو متخوفين من أن ترث سلوك والدتها ماغريت لويز. ويعتقد بعض المعاصرين أن سماتها مزيج من صفات أبيها وجدتها لأبيها فيتوريا ديلا روفير.
بعد رفض زواجها من أحد أمراء أسبانيا والبرتغال وفرنسا وسافوي إقترح ليوبولد الأول (إمبراطور روماني مقدس) زواجها من يوهان فيلهلم ـ ناخب بالاتينات ـ، أما جيمس الثاني ملك إنجلترا فقد إقترح زواجها من صهره فرانشيسكو الثاني ديستي ـ دوق مودينا ـ إلا أن الأميرة قد رأتة ليس بالمكانة التي تؤهله للزواج من ابنة الدوق الأكبر. وكان ناخب بالاتينات قد حصل على مرتبة السمو الملكي من الإمبراطور الروماني المقدس لكوزيمو الثالث في فبراير 1691 (وكان كوزيمو حتى ذلك الحين أعلى مرتبة من دوق سافوي ـ كثير الغضب ـ والذي إكتسب صفتة الملكية إثر إدعائة القضاء على عرش قبرص) وبناء على ذلك فقد تم اختيار يوهان فيلهلم في نهاية المطاف، وتزوج من آنا ماريا لويزا بالإنابة في 29 نيسان (أبريل) 1691.ويصف أحد المعاصرين صفاتها البدنية قائلا في شخصها أنها كانت «طويلة القامة، وبشرتها صافية، ذات عينين كبيرتين ومعبرتين، وكان شعرها أسود، وشفتاها ممتلئتان كما كانت أسنانها بيضاء كما العاج...»

وغادرت آنا ماريا لويزا برفقة شقيقها الأصغر جان غاستوني إلى دوسلدورف ـ عاصمة زوجها ـ في 6مايو 1691، وفاجأها يوهان فيلهلم في إنسبروك حيث تزوجا رسميا هناك، وصاحب وصول الناخبة آنا ماريا لويزا اندلاع حرب التسع سنوات والتي استولى فيها لويس الرابع عشر على بالاتينات نيابة عن أخية فيليب ملك فرنسا ـ دوق أورليان ـ، كما تم الإستيلاء على مدينة فيليسبورغ في هذه المعركة.

وفي عام 1692 أصبحت الناخبة آنا ماريا حاملا إلا أنها أجهضت ويُعتقد أنها قد أصيبت بمرض الزهري بعد وقت قصير من وصولها وذلك عن طريق زوجها الناخب يوهان فيلهلم، وهذا يفسر السبب وراء أن آنا ماريا وزوجها لم يرزقوا بأية ذرية، وبالرغم من ذلك فقد كان زواجهما متآلفا، وقضت الأميرة الناخبة معظم وقتها مستمتعة بحضور الحفلات الموسيقية والعروض الراقصة وغير ذلك من الاحتفالات، وقد أمر زوجها يوهان فيلهلم بتحضير مسرح لها حيث عُرضت علية المسرحيات الكوميدية للمؤلف الفرنسي موليير، وبرعاية آنا ماريا لويزا للعديد من الموسيقين أصبحت دوسلدورف تتمتع بكونها مركزاً دولياً للموسيقي.

### الخلافة التوسكانية
أراد كوزيمو الثالث تغيير نظام الخلافة الذكوري لتوسكانا ومن ثمّ السماح لابنته آنا ماريا لويزا بتبوء الحكم في حال فشل تبؤ الذكور، ولكن خطتة قد قوبلت بمعارضة شديدة من قَبل القوي الأوربية. وكان كارل الثالث ـ إمبراطور روماني مقدس ـ وصاحب السيادة الإسمية الإقطاعية لتوسكانا قد وافق على ذلك شرط أن يتولى الخلافة بعدها. لكن كوزيمو وآنا ماريا نفسها قد رفضا هذا العرض ولم يجول بخاطرهم أن «القضية التوسكانية أصبحت في ثبات عميق».
بعد بضع سنوات وعندما أصبحت مسألة الخلافة أكثر إلحاحا، كان الكاردينال فرانشيسكو ماريا دي ميديشي ـ شقيق كوزيمو الثالث ـ قد تبرأ من وعودة وأُرغم على الزواج من «إليانور» الابنة الكبرى لدوق جوستلا عام 1709. وحثتة الناخبة على الاعتناء بصحتة حتى يُرزق بولي العهد الصغير، إلا أنه توفي بعد ذلك بعامين دون أية ذرية، لذا قد انقطع أمله ان يكون له أية وريثٍ شرعي.
بعد وفاة الوريث المحتمل فرديناندو دي ميديشي، قام كوزيمو الثالث عام 1713 برفع مشروع قانون إلى مجلس الشيوخ والسلطة التشريعية الإسمية لتوسكانا ينص على أن تعتلي الناخبة آنا ماريا العرش إذا ما توفي كوزيمو أو وريثة الشرعي جان غاستوني قبلها، إلا أن ذلك قد أثار غضب شارل السادس والذي قال بأن الدوقية الكبرى كانت إقطاعية وبالتالي هو من يملك وحدة الحق في تغيير قوانين الخلافة.
وفي مايو 1716 كان شارل السادس والذي غيّر موقفة بشأن هذه المسألة قد أخبر فلورنسا بأن خلافة الناخبة آنا ماريا لا جدال فيها وأضاف أن النمسا وتوسكانا يجب أن يصلا إلى اتفاق بشأن السلالة الملكية التي تتبعها عائلة ميديشي.
وفى يونيو (حزيران)1717 أعلن كوزيمو رغبتة في أن يخلف الناخبة آنا ماريا على إستي، وكان تشارلز السادس قد عرض من قبل الدوقية الإقليمية الكبري كبديل، وكان علية الاختيار بسرعة إلا أنة قد رفض ذلك العرض، وأنكر تشارلز السادس قرار كوزيمو معلناً أن اتحاد توسكانا ودوقية مودينا (الأرض الشرقية) هو أمر غير مقبول ومن ثمّ نشبت حالة من الجمودبينهما.

### العودة إلى فلورنسا
توفي ناخب بالاتينات في يونيو 1716 وعادت زوجته آنا ماريا لويزا إلى فلورنسا في أكتوبر عام 1717. كانت آنا ماريا لويزا والأميرة فيولانتي بياتريس ـ أرملة شقيقها فرديناندو ـ لا يتمتعان بعلاقة جيدة وعند سماعها عن نية آنا ماريا لوزا للعودة أعدّت فيولانتي بياتريس نفسها للرحيل إلي ميونيخ عاصمة أخيها، إلا أنّ جان غاستوني أراد لها البقاء لذا لم ترحل وللحفاظ على السيدتين بعيدا عن الشجار على أحقية الحكم قام كوزيمو الثالث بتعيين فيولانتي بياتريس حاكمة على سيينا قبل وصول الناخبة آنا ماريا لويزا

وأصبح الأمر أكثر جدلاً عندما قامت إليزابيث فارنيزي وريثة دوقية بارما والزوجة الثانية لفيليب الخامس ملك إسبانيا وحفيدة مارغريتا دي ميديشي بطلب خلافة توسكانا لنفسها.

## ميثاق العائلة
جعلها هذا الشغف تنجز البادرة التي جعلت منها مشهورة، وكان هذا هو حسن حظ فلورنسا الحقيقي: في سنة 1737 أبرمت آنا ماريا لويزا مع الأسرة الحاكمة الجديدة ما سـُمي ب«ميثاق العائلة» الذي نص على أنه لا يمكن لآل لورين نقل «أو رفع خارج العاصمة والدولة الغراندوقية... المعارض واللوحات والتماثيل والمكتبات والجواهر وغيرها من الأشياء الثمينة... العائدة إلى تركة الدوق الأكبر، وبذلك تبقى زينة للدولة، وللمصلحة العامة ولجذب فضول الأجانب».
بهذا الاتفاق حافظت آنا ماريا لويزا لفلورنسا بكل أعمالها الفنية، ولم يلحق بها ما لحق بمانتوفا أو أوربينو، حيث بانقراض عائلتي غونزاغا وديلا روفيري تم إفراغهما حرفياً من كنوزهما الفنية والثقافية.
وفي 4 أبريل 1718 قامت إنجلترا وفرنسا وجمهورية هولندا (النمسا في وقت لاحق)باختيار دون كارلوس ملك إسبانيا والابن الأكبر لإليزابيث فرنس وفيليب الخامس ملك إسبانيا وريثا لتوسكانا (دون ذكر آنا ماريا لويزا). وبحلول 1722لم يتم الاعتراف بالناخبة كوريثة شرعية، وأصبحت مكانة كوزيمو تنحصر في حضور المؤتمرات لمتابعة مستقبل توسكانا، في غضون ذلك توفيت مارغريت لويز والدة آنا ماريا لويزا، وبدلا من أن تؤل تركتها لأبنائها حسبما ينص إتفاق 1674 آلت إلى أحدالأقارب وهي أميرة إبينوي.

في 25 أكتوبر 1723 وقبل ستة أيام من وفاته قام كوزيمو الثالث بإعلانه الأخير مطالبا ببقاء استقلال توسكانا، وأيضا تبؤ آنا ماريا لويزا الحكم بلا عراقيل بعد وفاة جان غاستوني، كما نص الإعلان على أنه يحق للدوق الأكبر اختيار خليفته، ولسوء حظ كوزيمو رفضت أوروبا ذلك تماما.لم يكن جان غاستوني (الدوق الأكبر) وآنا ماريا على علاقة جيدة إذ حمّل الناخبة مسئولية فشل زواجه من آنا ماريا فرانشيسكا من ساكس-لاونبورغ،
وكانت آنا ماريا قد كرهت سياساته الليبرالية، إذ قام بإلغاء كل قوانين والدة المعادية للسامية كما استمر في إغضابها، ونتيجة لذلك اضطرت الناخبة للتخلي عن مسكنها في الجناح الأيسر من القصر الملكي وهو قصر بيتي وانتقلت إلى قصر لاكيت، وقامت آنا ماريا بتجديد قصر لاكيت والحدائق المجاورة له بمساعدة منظم حدائق بوبولي سيباستيانو راني، كما استعانت بكلا من المهندسين المعماريين جيوفاني باتيستا فوجيني وباولو جيوفانزا.وفي الفترة من 1722ـ1725 قامت الناخبة بتزيين القصر بأكثر من اثني عشر تمثالا لشخصيات دينية مختلفة.
على الرغم من كراهيتهم المتبادلة إلا أن الناخبة آنا ماريا وفيولانتي بياتريس حاولا معاً تحسين الصورة العامة لجان غاستوني وكانت الشائعات قد كثرت حول وفاة الدوق الأكبر فكان من النادر أن يراة العامة، ولدحض مثل هذه الشائعات المتداولة كانت الناخبة قد أجبرتة على الظهور، وكان آخر ظهور له عام 1729 في عيد شفاعة القديس يوحنا المعمدان في فلورنسا.وكانت حاشية جان غاستوني الفاسدة تحمل الكرة للناخبة آنا ماريا لويزا، وحاولت فيولانتي بياتريس سحب نفوذ الدوق الأكبر عن طريق تنظيم الحفلات، وكان سلوكه غير لائق فيها وتمثّل ذلك في هرولة عرباتة وتقيأة مراراً وتكراراً إلى جانب تلفظة بمٌزحاتٍ غير لائقة، ومثل هذه الانحرافات قد توقفت تماما بعد وفاة فيولانتي بياتريس عام 1731. في عام 1736 وأثناء حرب الخلافة البولندية وكجزء من سياسة تبادل الأراضى كان دون كارلوس قد نُفي من توسكانا وعُيِّن فرانسيس الأول وريثا بدلاً منة، وفي يناير 1737فإن القوات الإسبانية والتي احتلت توسكانا منذ عام 1731 قد انسحبت وحلّ مكانها مايقرب من 6000جندي نمساوي.
في عام 1737 توفي جان غاستوني نتيجة لتراكم الأمراض علية وكانت جنازتة مُحاطة بالأساقفة إلي جانب شقيقتة، وكان أمير كراون ومبعوث الدوق الأكبر قدعرض علي آنا ماريا لويزا الوصاية الإسمية حتى وصول فرانسيس الثالث إلي فلورنسا إلا أنها رفضت، وبوفاة جان غاستوني إمتلك كل أفراد عائلة ميديشي نحو مليوني دولار نقداً إلى جانب مجموعة من المقتنيات الفنية المميزة .